# Krukowiec
Krukowiec – przysiółek wsi Poniatowo w Polsce, położony w województwie mazowieckim, w powiecie żuromińskim, w gminie Żuromin. Znajduje się między Młudzynem, a centrum Poniatowa. 
W latach 1975–1998 przysiółek administracyjnie należał do województwa ciechanowskiego.
Zamieszkuje go około 8-10 osób. Działalność rolnicza.